# 30585 Firenze
30585 Firenze este o planetă minoră (asteroid) din centura de asteroizi. A fost descoperită pe 14 august 2001 la osservatorio astronomico della Montagna Pistoiese⁠(d) de Andrea Boattini⁠(d) și a fost numită după Florența. 
Obiectul prezintă o orbită caracterizată de o semiaxă mare de 2,5258053 UAi, o excentricitate de 0,22, o înclinație de 2,71869 ° în raport cu ecliptica.